# Ropa za żywność
Program "Ropa za żywność" ang. Oil-for-Food Programme – program ONZ utworzony w 1995 roku dla złagodzenia sankcji nałożonych na Irak po inwazji tego kraju na Kuwejt w sierpniu 1990 roku.
Zgodnie z założeniami programu, Irak wymieniał swoje dochody pochodzące ze sprzedaży ropy naftowej na żywność, środki medyczne i inne artykuły służące ludności cywilnej. Pomocą zostało objętych 60% Irakijczyków. Program "Ropa za żywność" zawieszono 17 marca 2003 roku, kiedy to Sekretarz Generalny wycofał personel Narodów Zjednoczonych z Iraku tuż przed rozpoczęciem akcji militarnej. W ramach programu od 1995 zatwierdzono kontrakty na łączną sumę 42 miliardów dolarów. Do marca 2003 zrealizowano zamówienia o wartości 26 miliardów dolarów.
Rezolucją 1483 z maja 2003 roku Rada Bezpieczeństwa ONZ podjęła decyzję o zakończeniu programu "Ropa za żywność" w przeciągu sześciu miesięcy do 21 listopada. Posunięcie to miało związek ze zniesieniem sankcji gospodarczych nałożonych na Irak po pierwszej wojnie w Zatoce Perskiej.
Pod względem finansowym program "Ropa za żywność" był największym przedsięwzięciem, jakim Narody Zjednoczone kiedykolwiek administrowały. Za zyski ze sprzedaży ropy naftowej budowano szkoły, kliniki i budynki mieszkalne, utrzymywano sieć elektryczną i infrastrukturę przesyłu ropy, a także usprawniono oczyszczanie i dystrybucję wody.
Podstawowym zadaniem programu "Ropa za żywność" było dostarczanie 27 milionowemu społeczeństwu irackiemu żywności w formie tzw. "koszyków żywnościowych". Każdy mieszkaniec Iraku – mężczyzna, kobieta i dziecko – otrzymywał comiesięczne racje żywnościowe poprzez sieć 44 226 prywatnych sklepików, z czego 33 627 znajdowało się w 15 prowincjach środkowego i południowego Iraku, a 10 599 w trzech prowincjach północnego Iraku. W szczytowym momencie działania programu pracowało 893 zagranicznych i 3600 irackich członków projektu.
Comiesięczny koszyk żywnościowy dla jednego mieszkańca Iraku składał się ze zboża, mąki, cukru, ryżu, mleka w proszku, herbaty, soli, detergentów, mydła, fasoli, soczewicy i oleju do smażenia. Taki zestaw żywnościowy zapewniał 2470 kalorii dziennie, ale nie obejmował owoców, warzyw ani mięsa. Rodziny z niemowlętami i małymi dziećmi otrzymywały dodatkowo, między innymi, odżywki dla niemowląt i pokarm zastępczy. Od początku działania programu, czyli od 1996, wartość odżywcza "koszyka żywnościowego" podwoiła się.
Przyjmując Rezolucję 1483 Rada Bezpieczeństwa miała świadomość, że dostaw żywności nie można gwałtownie przerwać, dlatego zwróciła uwagę na odpowiedzialność Tymczasowych Władz Koalicyjnych (Coalition Provisional Authority) za bezpieczeństwo i dobrobyt społeczeństwa irackiego. ONZ zapewnia, że pomoc materialna i żywnościowa będzie dostarczana do Iraku jeszcze przez większą część 2004 dzięki obowiązującym kontraktom o wartości 8,6 miliarda USD. Będzie więc można kontynuować dostawy żywności, której program "Ropa za żywność" przesyłał do Iraku około 500 000 ton każdego miesiąca. Obecnie 60% populacji Iraku jest zależna od comiesięcznych racji żywnościowych.
Z dniem 21 listopada 2003 cała dokumentacja programu "Ropa za żywność" została przekazana Tymczasowym Władzom Koalicyjnym w Iraku, a wszystkie niewykorzystane fundusze miały znaleźć się na koncie administrowanego przez te władze Funduszu Rozwoju Iraku (Development Fund for Iraq). Pod koniec listopada Tymczasowe Władze Koalicyjne otrzymały również wszystkie aktywa programu i stały się odpowiedzialne za wszelkie niedokończone projekty.
Po 21 listopada 2003 obecność agend ONZ w Iraku będzie ograniczać się do kontynuacji działań w zakresie pomocy humanitarnej, określonych ich mandatem. Są one finansowane ze środków otrzymanych od krajów – darczyńców z całego świata. Jak nakreślono w Rezolucji 1483, ONZ nie jest już w żaden sposób zaangażowana w działania humanitarne programu "Ropa za żywność". Tymczasowe Władze Koalicyjne zapewniają jednak, że większość z istniejących projektów oraz operacji będzie kontynuowana, a w przyszłości zostaną one przekazane władzom Iraku.

## Podsumowanie programu "Ropa za żywność" (grudzień 1996 – listopad 2003)
- Całkowita wartość wyeksportowanej z Iraku ropy – 65 miliardów USD.
- Suma przeznaczona na program "Ropa za żywność" – 46 miliardów USD (resztę pochłonęły reparacje wojenne, inspekcje wojskowe (UNSOM i UNMOVIC), koszty administracyjne i operacyjne ONZ oraz opłaty za wykorzystanie rurociągów do przesyłu ropy).
- 38 miliardów USD przeznaczono dla 15 prowincji środkowego i południowego Iraku, a 8.1 miliarda USD dla trzech prowincji północnych, z czego do wykorzystania pozostało jeszcze 1.6 miliarda USD.
- Zysk z odsetek – 2,7 miliarda USD do czerwca 2003 – przekazano na kontynuację dostaw pomocy humanitarnej dla Iraku.
- Od początku programu do Iraku dostarczono pomoc materialną o wartości przekraczającej 30 miliardów USD, między innymi pożywienie, leki, artykuły dla rolnictwa, części do budowy wodociągów i kanalizacji, oraz dla przemysłu naftowego.
- 3.6 miliarda USD przeznaczono na realizację zatwierdzonych projektów.
- Z niewykorzystanych funduszy programu "Ropa za żywność" 3 miliardy USD przekazano z zasobów ONZ na konta Funduszu Rozwoju Iraku, a dalsze 1.6 miliarda czeka na przekazanie.